# Mantellidae
Famille
Les Mantellidae sont une famille d'amphibiens. Elle a été créée en 1946 par Raymond Ferdinand Laurent (1917-2005).

## Répartition

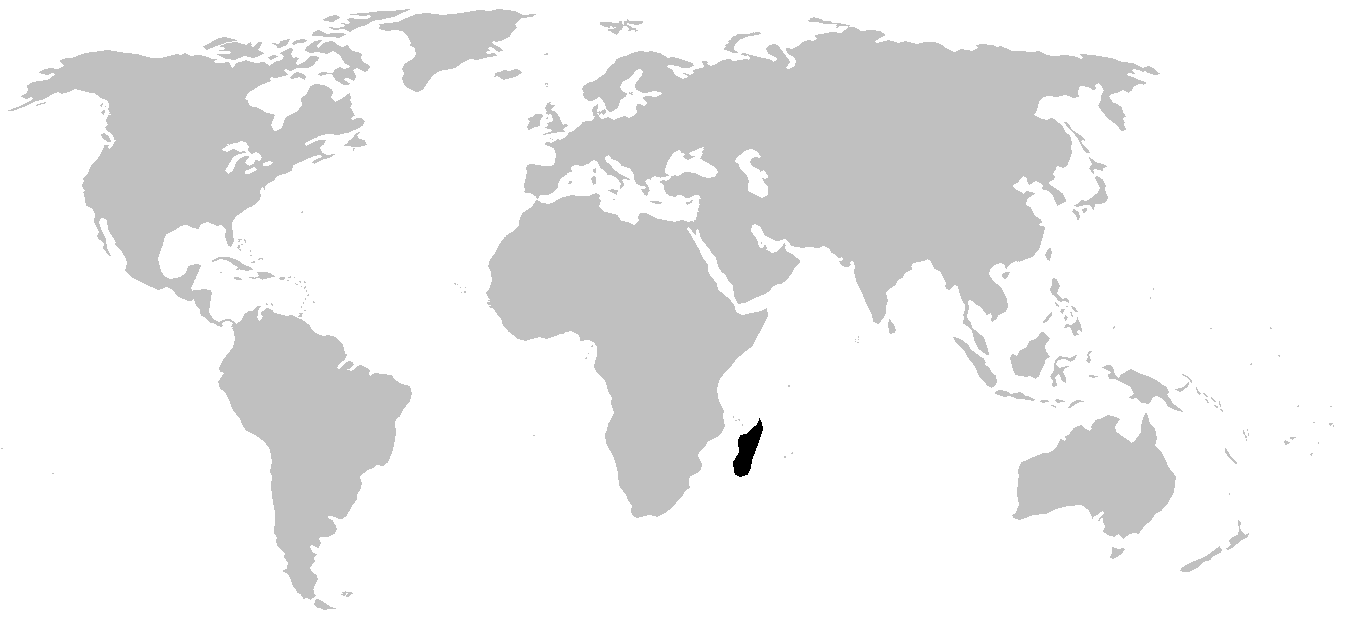
Aire de répartition de la famille des Mantellidae.

Les membres de cette famille sont endémiques de Madagascar et de Mayotte.

## Description
Les mantelles mesurent de 30 à 100 mm. Elles sont essentiellement terrestres bien certaines espèces soient aquatiques ou arboricoles (en particulier les membres du genre Boophis qui ressemblent aux rainettes de la sous-famille des Hylinae).

## Toxicité
À l'instar des Dendrobates, la peau des mantelles recèle des alcaloïdes toxiques.
Une chimiste de Cornell University a montré que cette toxicité provient des insectes que les mantelles consomment. Par ailleurs, elle a également mis en évidence la relation entre la dégradation de leur habitat et la baisse de toxicité observée par le fait qu'en habitat dégradé la diversité des insectes ingérés est réduite. Les mantelles utilisant cette toxicité à des fins de protection, cette dégradation de leur habitat leur est, de fait, doublement défavorable.
Une autre étude suggère que certains alcaloïdes, en plus d'apporter cette protection vis-à-vis des prédateurs, protègent également l'animal contre les infections cutanées.

## Liste des sous-familles et genres
Selon Amphibian Species of the World (16 juin 2014) :
- sous-famille Boophinae Vences & Glaw, 2001
  - genre Boophis Tschudi, 1838
- sous-famille Laliostominae Vences & Glaw, 2001
  - genre Aglyptodactylus Boulenger, 1918
  - genre Laliostoma Glaw, Vences & Böhme, 1998
- sous-famille Mantellinae Laurent, 1946
  - genre Blommersia Dubois, 1992
  - genre Boehmantis Glaw & Vences, 2006
  - genre Gephyromantis Methuen, 1920
  - genre Guibemantis Dubois, 1992
  - genre Mantella Boulenger, 1882
  - genre Mantidactylus Boulenger, 1895
  - genre Spinomantis Dubois, 1992
  - genre Tsingymantis Glaw, Hoegg & Vences, 2006
  - genre Wakea Glaw & Vences, 2006

## Publication originale
- Laurent, 1946 : Mises au point dans la taxonomie des ranides. Revue de Zoologie et de Botanique Africaines, vol. 39, p. 336-338.